# Władysław Turowicz
Władysław Turowicz (Szibéria, 1908. április 23. – Karacsi, 1980. január 8.) lengyel-pakisztáni fizikus és repülőmérnök.
A második világháborúban a lengyel hadseregben szolgált, majd 1948-ban Pakisztánba költözött. 1966 és 1970 között ő volt a Pakisztáni űrprogram első igazgatója.